# 長尾賴景
長尾賴景（1390年－1469年10月6日）是室町時代的越後守護代。父親是長尾景房。

## 生平
父親景房是擔任守護代的長尾高景的末子，但是因為嫡流由伯父長尾邦景繼承，於是與父親景房一同仕於守護上杉房朝。寶德元年（1449年），上杉房定在成為守護後與邦景對立。翌年（1450年），邦景被房定處刑，邦景的嫡男實景對此感到憤怒，於是發起反亂。此時受房定命令，與飯沼賴泰一同前往討伐實景。
在邦景父子滅亡後就任守護代，與飯沼賴泰和千坂定高一同掌握國政。與此同時在關東地方，上杉氏和古河公方足利成氏之間引起享德之亂，文正元年（1466年），關東管領山內上杉家斷絕，而只有13歲的上杉顯定（房定的兒子）成為山內家的後繼者，顯定的實父房定成為上杉軍實際上的總帥並留在關東，因此賴景留守在越後並負責政務。
在文明元年9月1日（1469年10月6日）死去。

## 人物
- 被認為是建立起玄孫景虎（上杉謙信）為止的越後長尾氏根基的人。